# Creiis corniculatus
Creiis corniculatus är en insektsart som först beskrevs av Walter Wilson Froggatt 1900.  Creiis corniculatus ingår i släktet Creiis och familjen rundbladloppor. Inga underarter finns listade i Catalogue of Life.